# Technisches Landesmuseum
Das Technische Landesmuseum Mecklenburg-Vorpommern ist ein Museum in Wismar.
Es wurde 1961 in Schwerin als Polytechnisches Museum gegründet und befand sich in einigen Räumen des Schweriner Schlosses. Später zog der Großteil der Sammlung in den Schweriner Marstall ein. Seit dem 1. Dezember 2012 ist das phanTECHNIKUM in Wismar der Ausstellungsort des technischen Landesmuseums.

## Geschichte

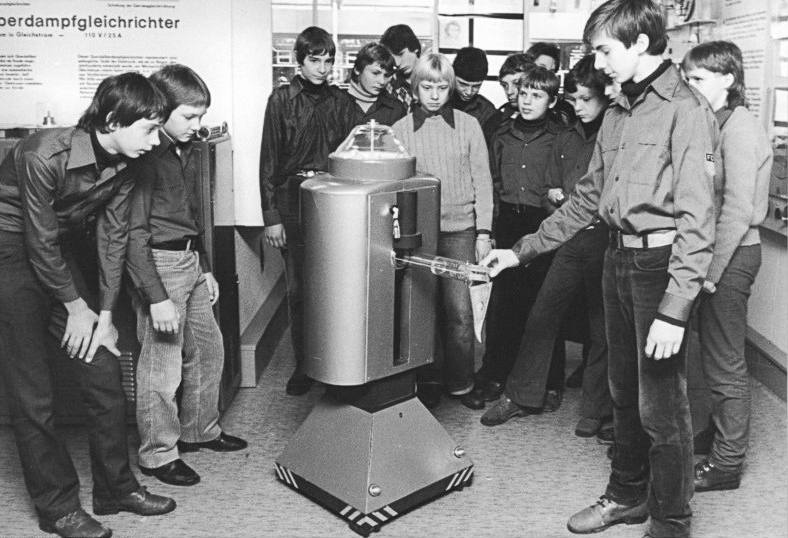
Jugendliche 1982 im damaligen Polytechnischen Museum mit einem Museumsroboter

Nach der politischen Wende 1990 musste das Museum seinen Platz im Schloss räumen und stand 1996 kurz vor dem Zerfall. Das Land hatte es aus seiner Trägerschaft entlassen, ohne vorher eine entsprechende Auffanggesellschaft zu gründen. Aus der Wirtschaft und den Kommunen kam es zur Gründung des Trägervereins Technisches Landesmuseum Mecklenburg-Vorpommern e. V. Die Bereitstellung finanzieller Mittel durch das Kultusministerium und die Gründung des Trägervereins retteten das Museum schließlich. Seitdem erhält der Trägerverein auch breite politische Unterstützung.
Im Jahr 1997 zog das Technische Landesmuseum in den Schweriner Marstall. Zudem wurde im August 2003 in Wismar eine Zweigstelle bezogen. Dies war der erste Schritt zur Verlagerung des Museums nach Wismar. Dort wurde mit neuen Gebäuden und neuem Konzept unter dem Namen phanTECHNIKUM eine Mischung aus Science Center und technischem Museum errichtet. Die Ausstellung des Technischen Landesmuseums im Schweriner Marstall wurde Anfang 2011 geschlossen.

### Marstall Schwerin

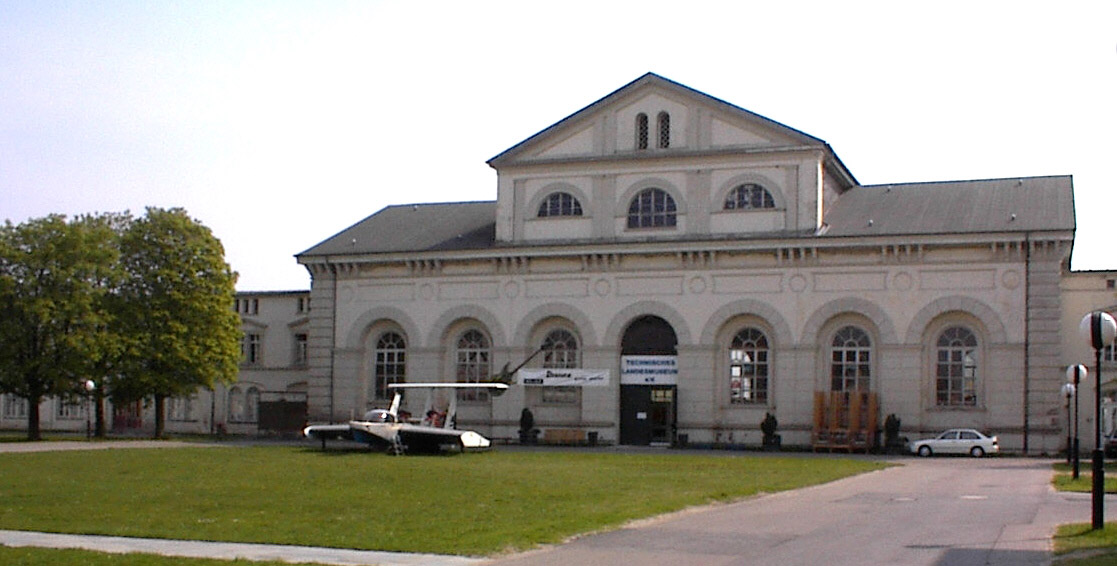
Marstall Schwerin als Technikmuseum (1961–2011)

In der Ausstellung nahm die Verkehrstechnik den breitesten Raum ein. Während der Schiffbau für Mecklenburg-Vorpommern seit Jahrhunderten als prägend bekannt ist, gab es auch Eisenbahn- und Automobilbau im Land. Die Flugzeugindustrie hatte in der ersten Hälfte des 20. Jahrhunderts die gesamte Wirtschaft dominiert. Fokker, Arado, Heinkel, Dornier und Bachmann waren ansässig. Bei Fokker in Schwerin-Görries entstanden während des Ersten Weltkriegs Jagdflugzeuge für die kaiserlich deutschen Fliegertruppen. Heinkel, Arado, Bachmann und Dornier bauten seit den 1920er Jahren sowohl Zivil- als auch Militärmaschinen. Während des Zweiten Weltkrieges wurden von allen Werken Kampfflugzeuge für die Luftwaffe gebaut.
Zu den reichhaltigsten Sammlungsteilen in der Ausstellung zählten die Maschinen zur Energieerzeugung. Modelle und Originale waren vielfach in Aktion zu sehen. Von der liegenden Ein-Kolben-Dampfmaschine der Jahrhundertwende bis zum Sechs-Zylinder-Dieselmotor des Segelschulschiffes Gorch Fock aus dem Jahr 1953 reichten die Exponate. Kommunikationstechnik und Haushaltstechnik ergänzten das Programm.

### Technikschau Wismar
Die Ausstellung im Wismarer Glashaus im Bürgerpark zeigt unter anderem eine Reihe an Oldtimern, die nach 1945 in Eisenach gebaut wurden, so zum Beispiel den EMW 340 und den IFA F 9. Daneben wird die Geschichte des Flugzeug-, Waggon- und Schiffbaus in der Hansestadt vorgestellt. Neben Originalen sind verschiedene Modelle und Nachbauten zu sehen. Seit 2012 geschlossen.

### phanTECHNIKUM

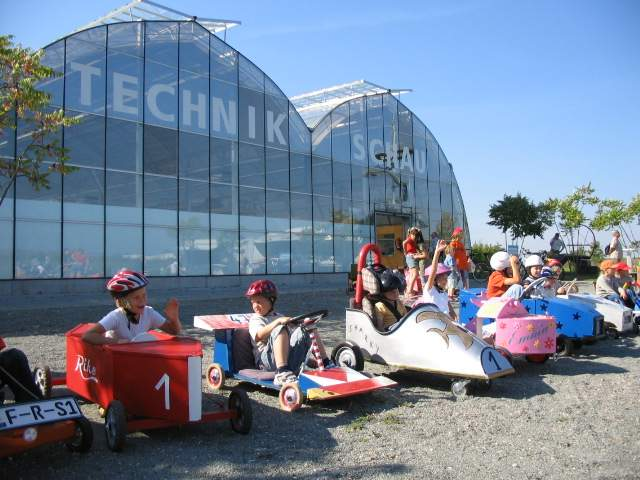
Glashaus im Bürgerpark Wismar, ein Standort des phanTECHNIKUMs, während des Seifenkistenrennens 2011

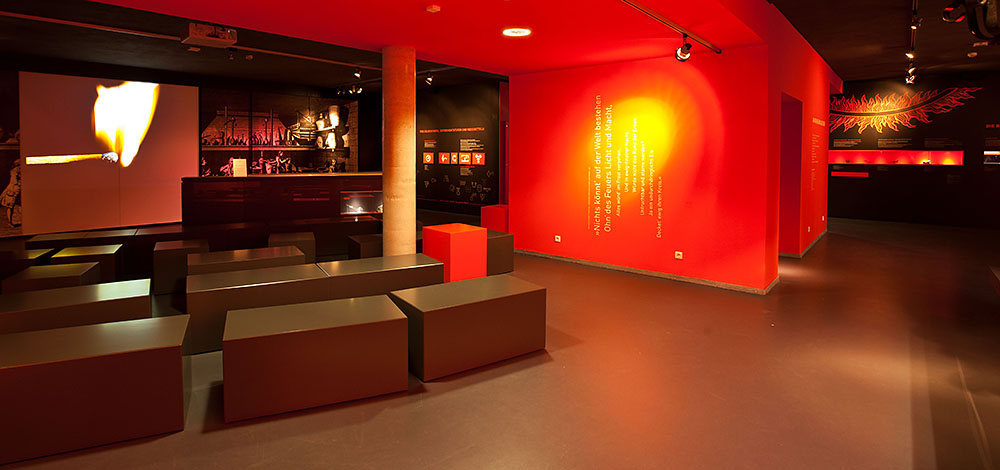
„Laboratorium“ im phanTECHNIKUM Wismar

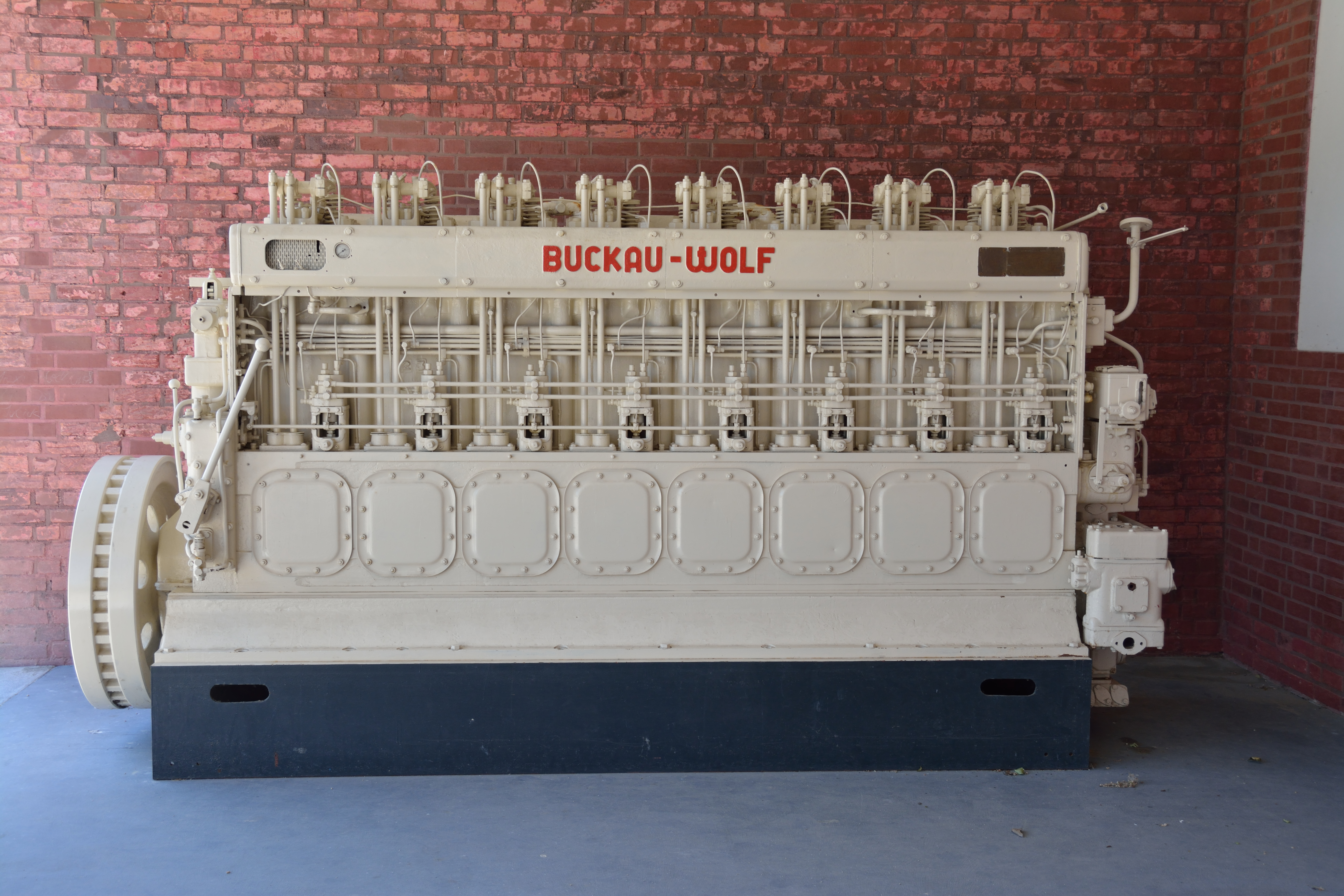
Reihen-Achtzylinder-Dieselmotor Typ R8DV136 vom Schwermaschinenbau Karl Liebknecht (vorm. Buckau-Wolf)

Das Technische Landesmuseum geht mit seinem Projekt phanTECHNIKUM neue Wege. Bisher betreute die gemeinnützige Betriebsgesellschaft die Ausstellungen im Schweriner Marstall und Wismarer Bürgerpark. Seit Beginn 2011 ist die Ausstellung im Schweriner Marstall geschlossen. Er wurde komplett ausgeräumt und die Exponate in Wismar bis zur Eröffnung des phanTECHNIKUM eingelagert.
Das phanTECHNIKUM vereint beide Ausstellungen aus Schwerin und Wismar unter einem Dach, ergänzt diese und präsentiert sie in neuer, zeitgemäßer Form. Auf dem ehemaligen Kasernengelände in Wismar ist ein Erlebnismuseum entstanden, das sich binnen kurzer Zeit als neue Besucherattraktion etablierte.
Die vier Elemente Feuer, Wasser, Luft und Erde gliedern die Themenbereiche der Ausstellung.
Seit dem 1. Dezember 2012 ist das phanTECHNIKUM für Besucher geöffnet.

### Veranstaltungen und Projekte

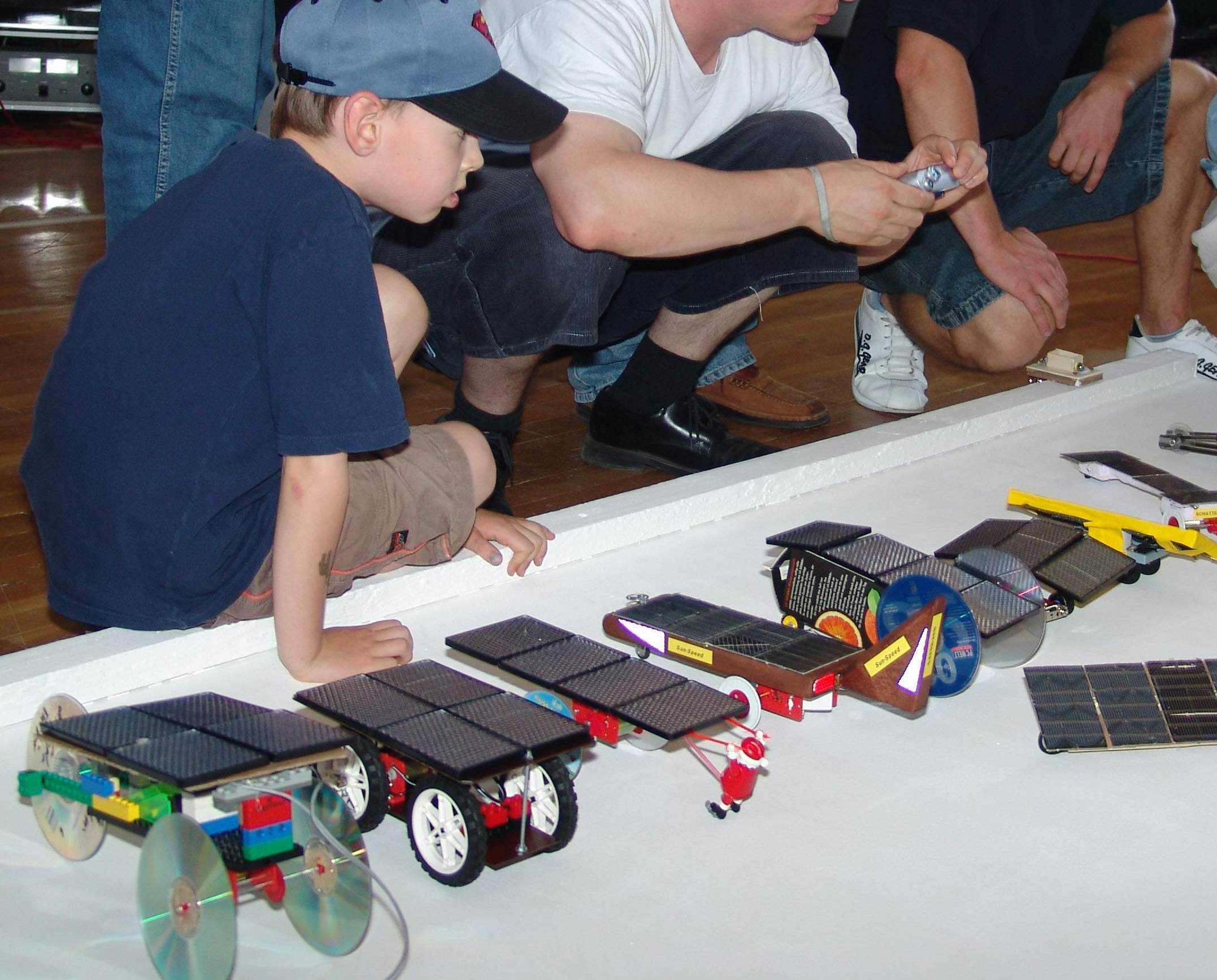
Solarfahrzeuge für das norddeutsche Solarmobil-Rennen

- Das Oll Fahrrad-Rennen entstand 2001 nach einem Aufruf der Schweriner Volkszeitung zum Thema Wer hat das älteste Fahrrad in der Umgebung?. Mit den Interessenten wurden ein Rennen und verschiedene Disziplinen veranstaltet. Auf Grund des Erfolgs wurde die Veranstaltung jährlich wiederholt. Es fanden verschiedene Wettkämpfe statt wie Slalomfahren, Wettrennen und Geschicklichkeitsfahren. Neben den Hochrädern, Minifahrrädern, Laufrad und anderen Kuriositäten gingen auch Sonderräder auf die Strecke. Fahrräder mit Hilfsmotor starteten in einer Sonderwertung.
- Die Museums-Rallye für Oldtimer fand ebenfalls 2001 erstmals statt. Es starteten Autos und Motorräder vor allem aus DDR-Produktion. Zuerst trafen sich die Teilnehmer beim Marstall, besichtigten die Ausstellung und veranstalteten dann eine Parade mit Vorstellung der Teilnehmer, worauf das Publikum seinen Liebling kürt. Anschließend erfolgte die Ausfahrt mit Sonderprüfungen.
- Das norddeutsche Solarmobil-Rennen ist eine gemeinsame Veranstaltung des Technischen Landesmuseums e. V. und Solarinitiative M-V e. V., die im Jahr 2001 das erste Mal stattfand. Kinder und Jugendliche haben die Aufgabe, das schnellste und beste Solarmobil zu konstruieren. Ungefähr vier bis fünf Monate vor dem Rennen werden vom Technischen Landesmuseum e. V. Bausätze verteilt, die neben vier Solarzellen auch einen Motor und Getriebe enthalten. Während das Getriebe von den Schülern verbessert und geändert werden kann, müssen zum Start auf jeden Fall die vorgegebenen Motoren und Solarzellen verwendet werden. Dennoch gibt es eine Reihe von Tricks, wie man sein Mobil verbessern kann, zum Beispiel bei Material, Antrieb oder Gehäuse. Die konstruierten Mobile treten dann in einem Rennen gegeneinander an.
- Seit 2005 führt das Technische Landesmuseum ebenfalls ein Seifenkistenrennen im Bürgerpark in Wismar durch. Dieses vom Technischen Landesmuseum und Karstadt Wismar organisierte Rennen wird in Zusammenarbeit mit Wismarer Schulen durchgeführt.
- Als Ergänzung zum Schulunterricht zum Beispiel in Physik bietet das Museum Projektunterricht in den Bereichen Energieerzeugung, Flugtechnik und -geschichte und Computertechnik an. Dabei sollen sowohl theoretische Zusammenhänge vermittelt als auch an Modellen Funktionsprinzipien anschaulich gemacht werden.